# Yū Irie
Yū Irie (入江 悠, Irie Yū), né le 25 novembre 1979, est un réalisateur et scénariste japonais.

## Biographie
Après plusieurs courts-métrages, dont Obsession et Seven Drives, qui sont projetés au Festival international du film fantastique de Yubari en 2003 et 2004, Irie réalise deux films érotiques sortis directement en DVD en 2007, Cream Lemon 7 et Swimsuit Spy - SPY GIRLS. Ce dernier film, une comédie érotique, met en scène l'Idole de la vidéo pour adultes Mihiro Taniguchi.
En 2009, son film 8000 Miles (en), gagne le Grand Prix du Festival international de Yubari. Il permet également à Irie de remporter le Prix du nouveau réalisateur de la guilde des réalisateurs du Japon. Le film raconte l'histoire d'un groupe de quatre amis originaires de Fukaya qui rêvent de devenir des chanteurs de rap célèbres. La distribution, surtout composée d'acteurs amateurs, comprend de nouveau l'actrice pour adultes Mihiro Taniguchi.

## Filmographie partielle
- 2006 : Japonica Virus (ジャポニカ・ウイルス, Japonika uirusu?)
- 2009 : 8000 Miles (en) (SRサイタマノラッパー, SR Saitama no rappa?)
- 2010 : 8000 Miles 2: Girl Rappers (SRサイタマノラッパー2 女子ラッパー☆傷だらけのライム, SR Saitama no rappā 2: Joshi rappā kizu darake no raimu?)
- 2011 : Gekijō-ban shinsei kamattechan: Rokkunrōru wa nariyamanai (劇場版 神聖かまってちゃん ロックンロールは鳴り止まないっ?)
- 2014 : Hibi Rock (en) (日々ロック, Hibi rokku?)
- 2015 : Joker Game (en) (ジョーカー・ゲーム, Jōkā geimu?)
- 2017 : Confession of Murder (22年目の告白―私が殺人犯です―, 22 nenme no kokuhaku: Watashi ga satsujinhan desu?)
- 2017 : Vigilante (ビジランテ, Bijirante?)
- 2018 : Gangoose (ギャングース, Gyangūsu?)
- 2023 : Nemesis: Ōgon rasen no nazo (ネメシス 黄金螺旋の謎, Nemeshisu: Ōgon rasen no nazo?)